# Arata Isozaki
Arata Isozaki (japanska: 磯崎新?, Isozaki Arata), född 23 juli 1931 i Ōita, död 28 december 2022 i Tokyo, var en japansk arkitekt.
Arata Isozaki studerade vid Tokyouniversitetet, där han avlade examen 1954. Han inledde sin karriär som arkitekt under den inflytelserike modernisten Kenzo Tange.
Han har verkat inom postmodernismen och har ritat byggnader i bland annat Australien, Japan och USA. 1970 var han och Tange huvudarkitekter vid Expo '70 i Osaka. Senare har han ritat byggnader inför både sommar-OS 1992 (Palau Sant Jordi) och vinter-OS 2006.
Han fick Pritzkerpriset 2019.

## Exempel på byggnader av Isozaki
- Palau Sant Jordi, Barcelona i Spanien, 1990
- Mito Tower, Mito i Japan, 1990
- Japan Center museum, Kraków i Polen, 1994
- Isozaki Atea towers, Bilbao i Spanien, 2004
- Polisstation, Okayama i Japan, 2000
- Shenzhens konserthus i Shenzhen, Kina, 2007

## Bildgalleri

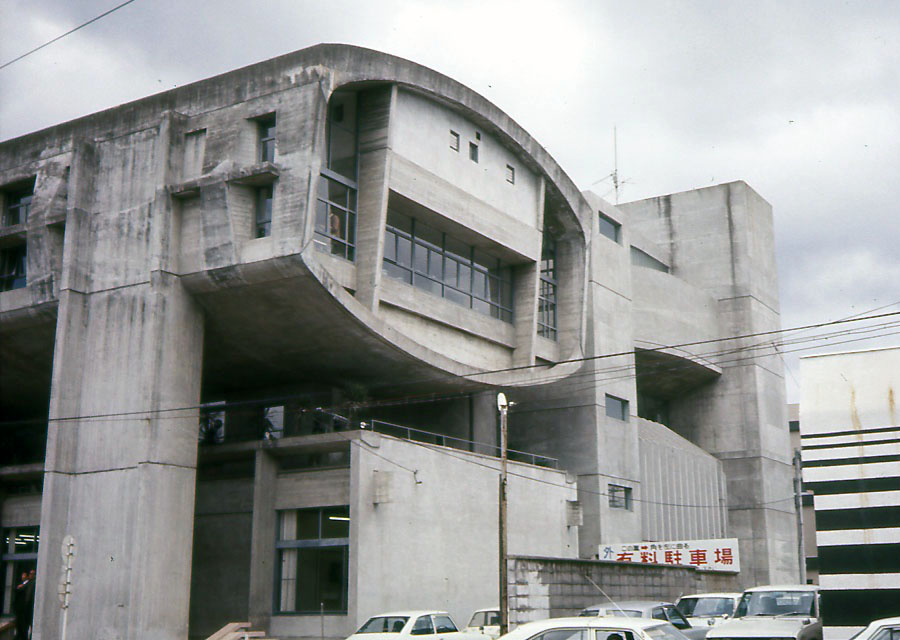
Oita Medical Hall, 1959-1960
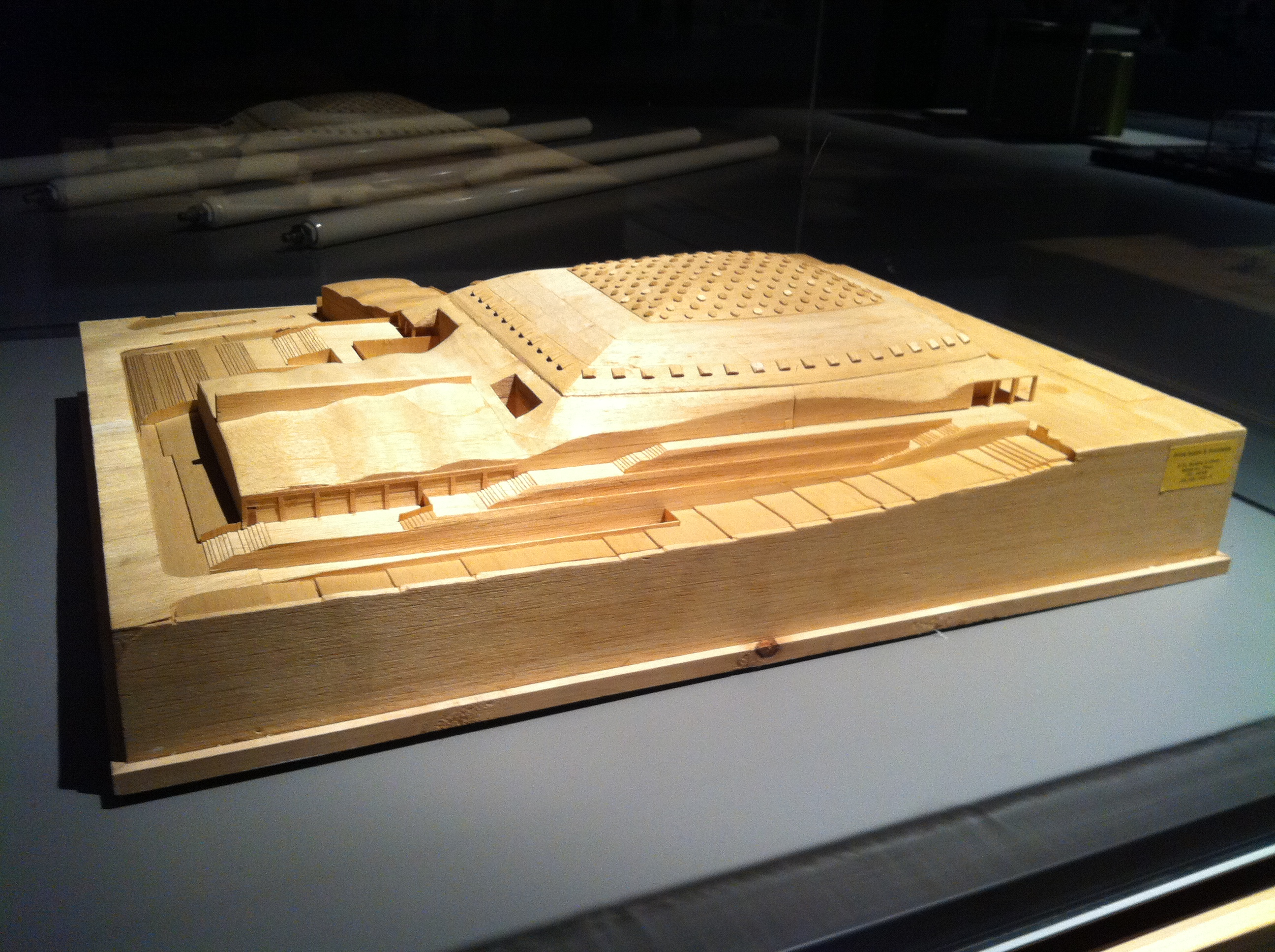
Modell av Palau Sant Jordi, 1990
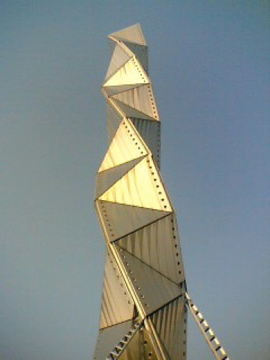
The Mito Tower, Mito, Ibaraki prefektur, 1990
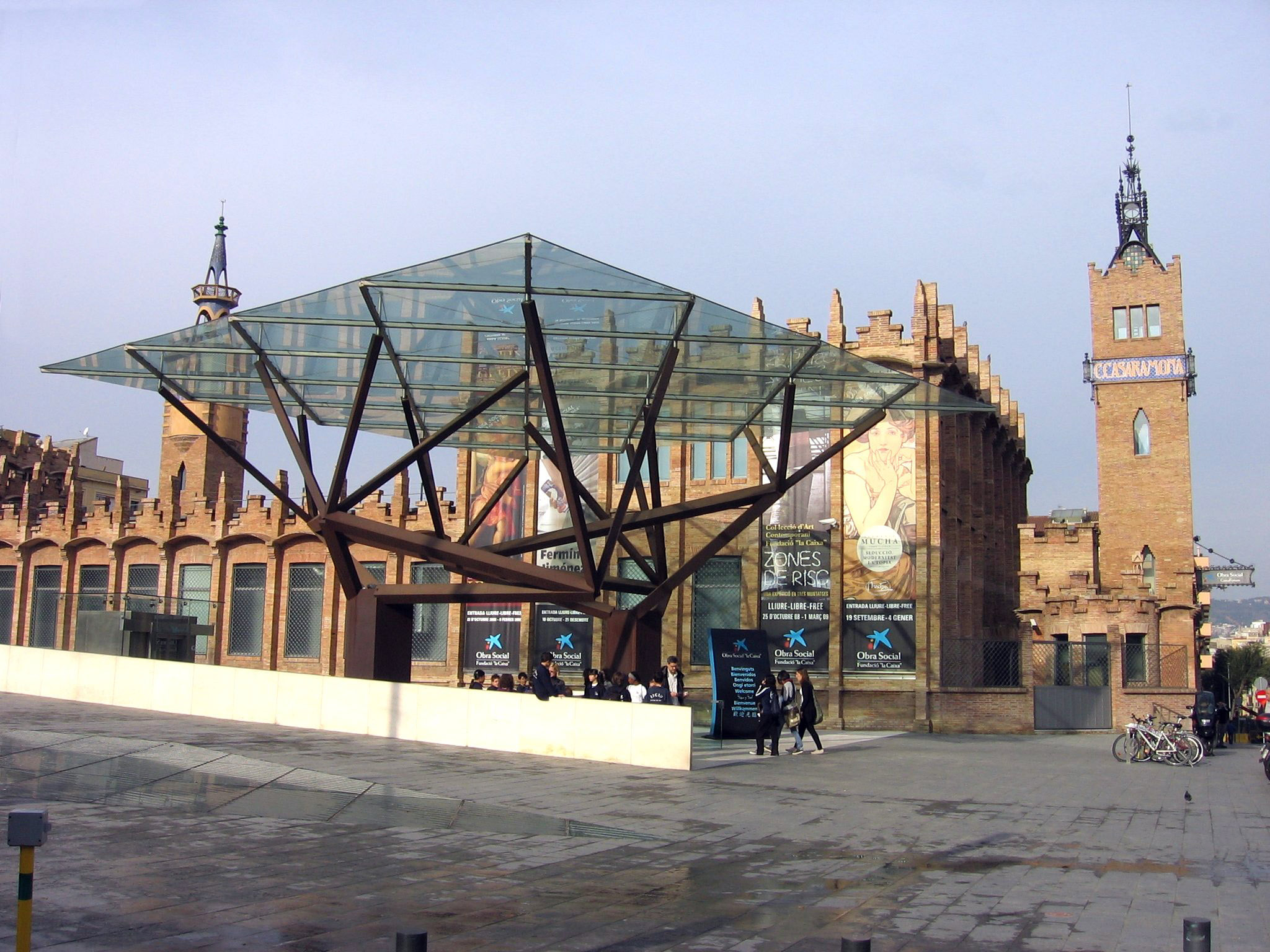
Ingången till CaixaForum Barcelona, 2001
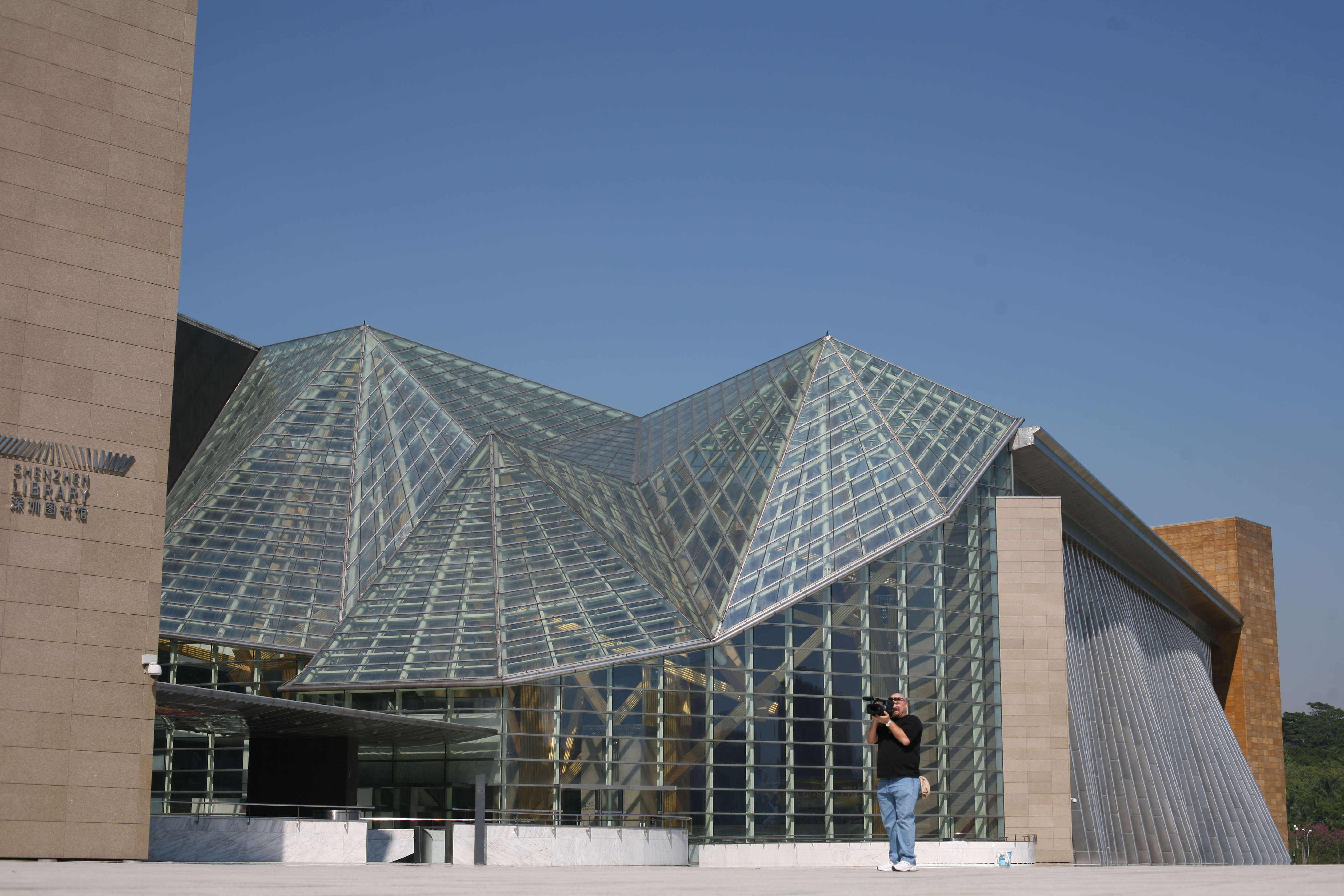
Shenzhens konserthus, 2007